# Karim Benyamina
Karim Benyamina (ur. 18 grudnia 1981 w Dreźnie, NRD) – piłkarz, reprezentant Algierii, zawodnik klubu Tennis Borussia Berlin.
W reprezentacji Algierii zadebiutował 17 listopada 2010 roku w zremisowanym 0:0 meczu z Luksemburgiem, w którym wystąpił do 80. minuty, kiedy to został zmieniony przez Zahira Zerdaba.